# Velasco Ibarra (ciudad)
Velasco Ibarra, también conocida como El Empalme, es una ciudad ecuatoriana; cabecera cantonal del Cantón El Empalme, así como la séptima urbe más grande y poblada de la Provincia de Guayas. Se localiza al centro de la región litoral del Ecuador, en una extensa llanura, a una altitud de 74 m s. n. m. y con un clima lluvioso tropical de 25,2 °C en promedio.
En el censo de 2022 tenía una población de 41.778 habitantes, lo que la convierte en la trigésima sexta ciudad más poblada del país. Forma parte del área metropolitana de Quevedo, pues su actividad económica, social y comercial está fuertemente ligada a Quevedo, siendo "ciudad dormitorio" para miles de trabajadores que se trasladan a aquella urbe por vía terrestre diariamente. El conglomerado alberga a 555.851 habitantes, y ocupa la sexta posición entre las conurbaciones del Ecuador.
Sus orígenes datan de mediados del siglo XX. Desde su fundación, la urbe ha presentado un acelerado crecimiento demográfico, debido a su ubicación geográfica, hasta establecer un poblado urbano, que sería posteriormente, uno de los principales núcleos urbanos del norte de la provincia. Es uno de los más importantes centros administrativos, económicos, financieros y comerciales del norte de Guayas. Las actividades principales de la ciudad son el comercio, la agricultura y la ganadería.

## Toponimia
Con la llegada de empresas madereras para explotar la boya, se inició la era de progreso y desarrollo que valió para que el gobierno del Doctor Velasco Ibarra, construyera el plan vial Guayaquil –Daule –Quevedo, lo que formó un cruce de vías que permitía el paso hacia la provincia del Guayas, Manabí, Los Ríos, por lo cual se deriva su nombre "El Empalme".
El 27 de mayo de 1961 fecha de parroquialización del recinto El Empalme, se le dio al poblado el nombre de "Velasco Ibarra".

## Historia
Nace el recinto El Empalme a raíz que construyó la carretera E30 obra del Gobierno de Galo Plaza Lasso, que tuvo el encuentro con la carretera E48, construida por el Comité Ejecutivo de Vialidad del Guayas, formando cuatro vías importantes para el desarrollo agrícola y comercial por el año de 1952 por lo que hoy forma la cabecera cantonal. Esta tierra productiva permitió la migración de familias de todas las provincias del país, que adquirieron tierras y construyeron sus viviendas, instalaron pequeños negocios que poco a poco tomaba forma de un pueblo. Por el año 1960 se realizaron las elecciones presidenciales, diputados y concejales. José María Velasco Ibarra, obtuvo el triunfo como presidente del Ecuador, el recinto electoral de la parroquia Guayas con más de dos mil votos, su mayoría pertenecía al recinto El Empalme, por otra parte el Señor Au-Hing Medina, obtuvo la Concejalía de Balzar en este Municipio que presidió el Sr. Vicente Chong. Con el apoyo de este concejal se planteó en el seno del Concejo de Balzar por parte del Concejal Au-Hing la parroquialización del Recinto El Empalme, en efecto se dio con el nombre de Parroquia Velasco Ibarra, el 27 de mayo de 1961.

## Clima
De acuerdo con la clasificación climática de Köppen, Velasco Ibarra experimenta un clima monzónico (Am), el cual se caracteriza por las temperaturas altas durante todo el año y constantes lluvias en el invierno. Las estaciones del año no son sensibles en la zona ecuatorial, no obstante, su proximidad al océano Pacífico hace que las corrientes de Humboldt (fría) y de El Niño (cálida) marquen dos períodos climáticos bien diferenciados: un pluvioso y cálido invierno, que va de noviembre a mayo, y un "verano" ligeramente más fresco y seco, entre junio y octubre. 
Su temperatura promedio anual es de 25,2 °C; siendo marzo el mes más cálido, con un promedio de 26,2 °C, mientras agosto el mes más frío, con 23,9 °C en promedio. Es un clima isotérmico por sus constantes precipitaciones durante todo el año (amplitud térmica anual inferior a 3 °C entre el mes más frío y el más cálido), si bien la temperatura real no es extremadamente alta, la humedad hace que la sensación térmica se eleve hacia los 35 °C o más. En cuanto a la precipitación, goza de lluvias abundantes y regulares siempre superiores a 2600 mm por año; hay una diferencia de 503.4 mm de precipitación entre los meses más secos y los más húmedos; marzo (21 días) tiene los días más lluviosos por mes en promedio, mientras la menor cantidad de días lluviosos se mide en noviembre (17 días). La humedad relativa también es constante, con un promedio anual de 90,3%. 
| Parámetros climáticos promedio de Velasco Ibarra, Ecuador | Parámetros climáticos promedio de Velasco Ibarra, Ecuador | Parámetros climáticos promedio de Velasco Ibarra, Ecuador | Parámetros climáticos promedio de Velasco Ibarra, Ecuador | Parámetros climáticos promedio de Velasco Ibarra, Ecuador | Parámetros climáticos promedio de Velasco Ibarra, Ecuador | Parámetros climáticos promedio de Velasco Ibarra, Ecuador | Parámetros climáticos promedio de Velasco Ibarra, Ecuador | Parámetros climáticos promedio de Velasco Ibarra, Ecuador | Parámetros climáticos promedio de Velasco Ibarra, Ecuador | Parámetros climáticos promedio de Velasco Ibarra, Ecuador | Parámetros climáticos promedio de Velasco Ibarra, Ecuador | Parámetros climáticos promedio de Velasco Ibarra, Ecuador | Parámetros climáticos promedio de Velasco Ibarra, Ecuador |
| Mes                                                       | Ene.                                                      | Feb.                                                      | Mar.                                                      | Abr.                                                      | May.                                                      | Jun.                                                      | Jul.                                                      | Ago.                                                      | Sep.                                                      | Oct.                                                      | Nov.                                                      | Dic.                                                      | Anual                                                     |
| --------------------------------------------------------- | --------------------------------------------------------- | --------------------------------------------------------- | --------------------------------------------------------- | --------------------------------------------------------- | --------------------------------------------------------- | --------------------------------------------------------- | --------------------------------------------------------- | --------------------------------------------------------- | --------------------------------------------------------- | --------------------------------------------------------- | --------------------------------------------------------- | --------------------------------------------------------- | --------------------------------------------------------- |
| Temp. máx. media (°C)                                     | 29.9                                                      | 30.3                                                      | 31.2                                                      | 31.0                                                      | 30.2                                                      | 28.5                                                      | 28.3                                                      | 28.5                                                      | 29.7                                                      | 29.6                                                      | 29.9                                                      | 30.0                                                      | 29.8                                                      |
| Temp. media (°C)                                          | 25.5                                                      | 25.6                                                      | 26.2                                                      | 26.2                                                      | 25.9                                                      | 24.7                                                      | 24.0                                                      | 23.9                                                      | 24.6                                                      | 24.8                                                      | 25.0                                                      | 25.5                                                      | 25.2                                                      |
| Temp. mín. media (°C)                                     | 22.1                                                      | 22.3                                                      | 22.6                                                      | 22.5                                                      | 22.5                                                      | 21.4                                                      | 20.6                                                      | 20.2                                                      | 20.5                                                      | 21.1                                                      | 21.1                                                      | 21.9                                                      | 21.6                                                      |
| Precipitación total (mm)                                  | 406.7                                                     | 485.9                                                     | 518.5                                                     | 460.9                                                     | 217.3                                                     | 74.9                                                      | 53.7                                                      | 15.1                                                      | 52.2                                                      | 36.3                                                      | 131.6                                                     | 172.0                                                     | 2625.1                                                    |
| Días de precipitaciones (≥ 1.0 mm)                        | 21                                                        | 20                                                        | 21                                                        | 20                                                        | 21                                                        | 20                                                        | 20                                                        | 20                                                        | 19                                                        | 19                                                        | 17                                                        | 19                                                        | 237                                                       |
| Horas de sol                                              | 130.2                                                     | 134.4                                                     | 161.2                                                     | 141                                                       | 114.7                                                     | 72                                                        | 65.1                                                      | 71.3                                                      | 75                                                        | 74.4                                                      | 90                                                        | 114.7                                                     | 1244                                                      |
| Humedad relativa (%)                                      | 92                                                        | 92                                                        | 91                                                        | 91                                                        | 92                                                        | 92                                                        | 92                                                        | 90                                                        | 89                                                        | 88                                                        | 86                                                        | 89                                                        | 90.3                                                      |
| Fuente: NOAA Climate-data.org                             |                                                           |                                                           |                                                           |                                                           |                                                           |                                                           |                                                           |                                                           |                                                           |                                                           |                                                           |                                                           |                                                           |

## Política
Territorialmente, la ciudad de Velasco Ibarra está organizada en una sola parroquia urbana, mientras que existen dos parroquias rurales con las que complementa el aérea total del Cantón El Empalme. El término "parroquia" es usado en el Ecuador para referirse a territorios dentro de la división administrativa municipal.
La ciudad de Velasco Ibarra y el cantón El Empalme,  al igual que las demás localidades ecuatorianas, se rige por una municipalidad según lo previsto en la Constitución de la República. El Gobierno Autónomo Descentralizado Municipal de El Empalme, es una entidad de gobierno seccional que administra el cantón de forma autónoma al gobierno central. La municipalidad está organizada por la separación de poderes de carácter ejecutivo representado por el alcalde, y otro de carácter legislativo conformado por los miembros del concejo cantonal.
La Municipalidad de El Empalme, se rige principalmente sobre la base de lo estipulado en los artículos 253 y 264 de la Constitución Política de la República y en la Ley de Régimen Municipal en sus artículos 1 y 16, que establece la autonomía funcional, económica y administrativa de la Entidad.

### Alcaldía
El poder ejecutivo de la ciudad es desempeñado por un ciudadano con título de Alcalde del Cantón El Empalme, el cual es elegido por sufragio directo en una sola vuelta electoral, sin fórmulas o binomios en las elecciones municipales. El vicealcalde no es elegido de la misma manera, ya que una vez instalado el Concejo Cantonal se elegirá entre los ediles un encargado para aquel cargo. El alcalde y el vicealcalde duran cuatro años en sus funciones, y en el caso del alcalde, tiene la opción de reelección inmediata o sucesiva. El alcalde es el máximo representante de la municipalidad y tiene voto dirimente en el concejo cantonal, mientras que el vicealcalde realiza las funciones del alcalde de modo suplente mientras no pueda ejercer sus funciones el alcalde titular.
El alcalde cuenta con su propio gabinete de administración municipal mediante múltiples direcciones de nivel de asesoría, de apoyo y operativo. Los encargados de aquellas direcciones municipales son designados por el propio alcalde. Actualmente, el Alcalde de El Empalme es el Ing. Rodolfo Cantos Acosta, reelegido para el periodo 2023 - 2027.

### Concejo cantonal
El poder legislativo de la ciudad es ejercido por el Concejo Cantonal de El Empalme el cual es un pequeño parlamento unicameral que se constituye al igual que en los demás cantones mediante la disposición del artículo 253 de la Constitución Política Nacional. De acuerdo a lo establecido en la ley, la cantidad de miembros del concejo representa proporcionalmente a la población del cantón.
El Empalme posee seis concejales, los cuales son elegidos mediante sufragio (Sistema D'Hondt) y duran en sus funciones cuatro años pudiendo ser reelegidos indefinidamente. De los seis ediles, tres representan a la población urbana mientras que tres representan a las dos parroquias rurales. El alcalde y el vicealcalde presiden el concejo en sus sesiones. Al recién instalarse el concejo cantonal por primera vez los miembros eligen de entre ellos un designado para el cargo de vicealcalde de la ciudad.

## Turismo

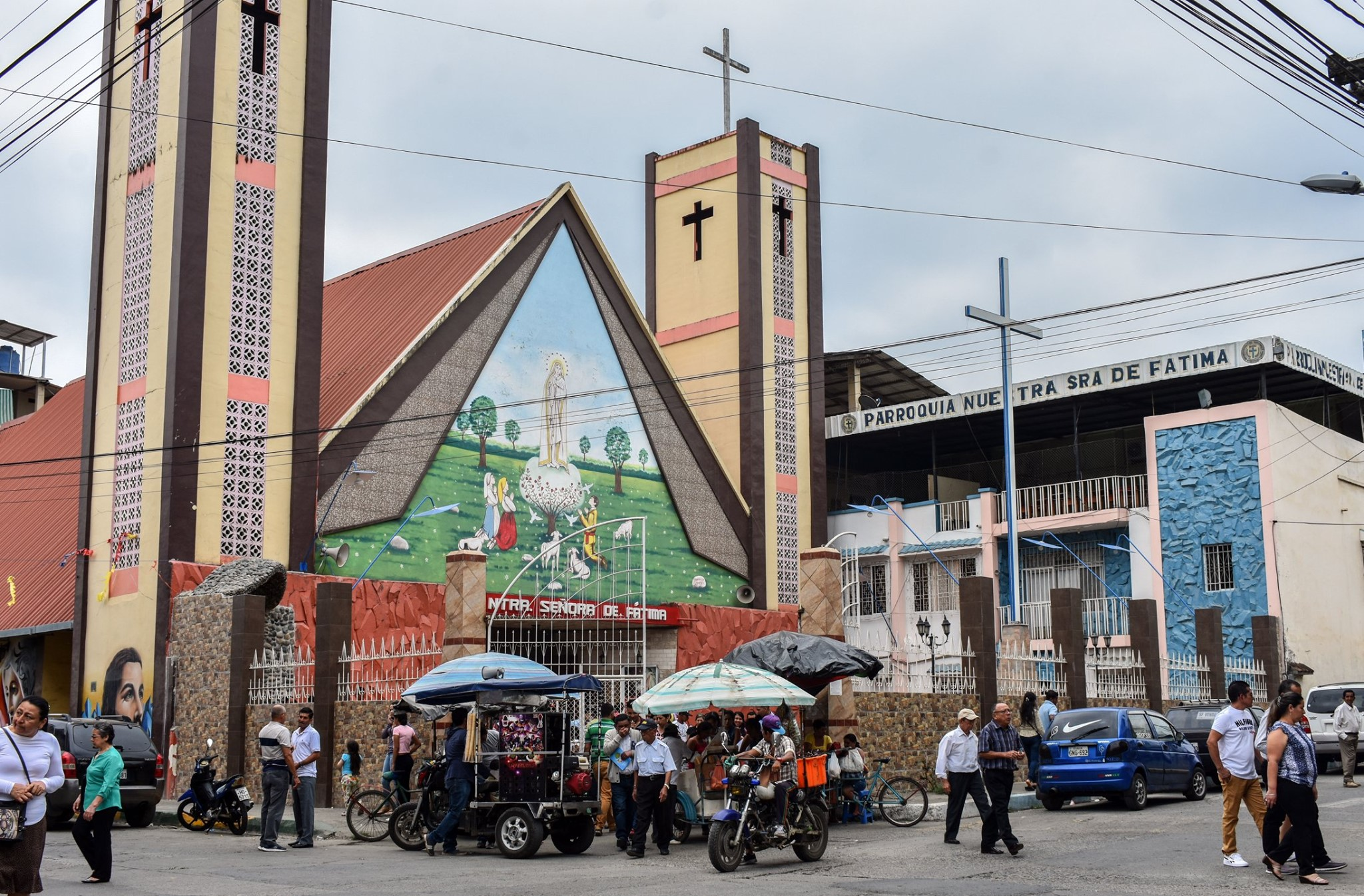
Iglesia Nuestra Señora de Fátima.

A través de los años, El Empalme ha incrementado notablemente su oferta turística; actualmente, el índice turístico creció gracias a la campaña turística emprendida por el gobierno nacional, "All you need is Ecuador". El turismo de la ciudad se enfoca en su belleza natural. Los destinos turísticos más destacados son:
- Cuenta con 5 playas de agua dulce como son: El Congo, El Limón, Macul, Mancha de Mate, y el balneario natural de la parroquia Guayas.

- La principal atracción turística es sin duda la Presa Daule-Peripa, gran lago artificial formado por la unión de los ríos Daule y Peripa, con una profundidad de hasta 200 metros, deja al descubierto cimas y elevaciones que han quedado como islas que mantiene una exuberante flora y fauna, llena de cocodrilos, tortugas, tigrillos, serpientes, nutrias y una gran variedad de aves. Una belleza natural que seduce al turista, además, alrededor de la Presa se pueden encontrar vestigios arqueológicos en cerámicas, como estatuillas, cántaros, flautas, etc., existen algunos senderos por lo que pueden caminar en medio de un entorno natural.

- También resulta interesante visitar las instalaciones de CEDEGE y de la Central Hidroeléctrica, que se encuentra al interior de la Represa.

Si continuamos el recorrido por el cantón y seguimos por la parroquia Guayas podemos cruzar en gabarra y continuar en la famosas "Chivas", hasta la Manga del Cura y por último llegar al Recinto El Paraíso la 14, en donde podremos admirar el paisaje y tomar un refrescante baño en las bellas cascadas llamadas El Salto del Armadillo y La Chorrera del Pintado. Otros sitios de interés turístico son, el Bambusario, las Islas del Embalse y el "Sendero de los Monos".

## Transporte
El transporte público es el principal medio transporte de los habitantes de la ciudad, tiene un servicio de bus público urbano en expansión. El sistema de bus no es amplio y está conformado por pocas empresas de transporte urbano. La tarifa del sistema de bus es de 0,30 USD, con descuento del 50% a grupos prioritarios (menores de edad, estudiantes, adultos mayores, discapacitados, entre otros). Además existen los buses interparroquiales e intercantonales para el transporte a localidades cercanas.
Gran parte de las calles de la ciudad están asfaltadas o adoquinadas, aunque algunas están desgastadas y el resto de calles son lastradas, principalmente en los barrios nuevos que se expanden en la periferia de la urbe.

#### Avenidas importantes
- Manabí
- Guayaquil
- Quevedo
- Quito
- Eloy Alfaro
- Juan León Mera

## Economía

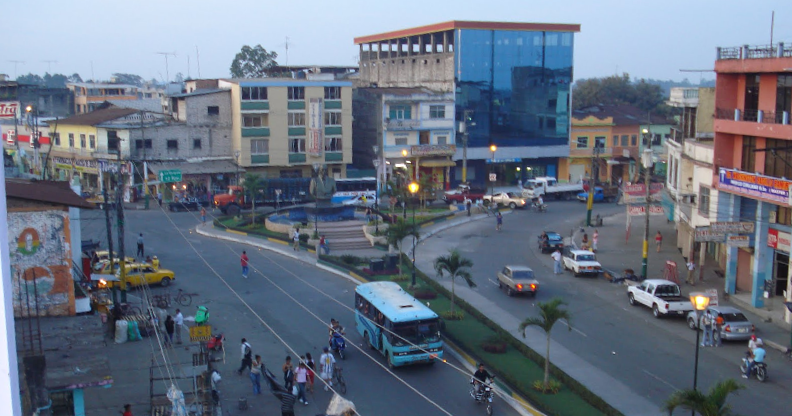
Redondel y mmonumento a Velasco Ibarra.

Es una excelente zona agrícola donde se cultiva el arroz, cacao, banano, café y una gran variedad de frutas tropicales. En la selva tropical hay producción maderera como el laurel, pechiche, caña guadúa, palo de balsa y otros. La cría de ganado se ha tecnificado para mejorar la calidad del hato que se cría en la zona para la producción de leche, carne o reproductores. 
La ganadería es objeto de una gran demanda de los hacendados y finqueros de esta zona.
El comercio ha tomado un gran impulso durante estas últimas décadas y básicamente en la exportación del banano, cacao, tabaco, café, madera, rubros que han sobresalido como las principales fuente de ingresos para la ciudad.

## Medios de comunicación
La ciudad posee una red de comunicación en continuo desarrollo y modernización. En la ciudad se dispone de varios medios de comunicación como prensa escrita, radio, televisión, telefonía, Internet y mensajería postal. En algunas comunidades rurales existen telefonía e Internet satelitales.
- Telefonía: Si bien la telefonía fija se mantiene aún con un crecimiento periódico, esta ha sido desplazada muy notablemente por la telefonía celular, tanto por la enorme cobertura que ofrece y la fácil accesibilidad. Existen 3 operadoras de telefonía fija, CNT (pública), TVCABLE y Claro (privadas) y cuatro operadoras de telefonía celular, Movistar, Claro y Tuenti (privadas) y CNT (pública).

- Radio: Dentro de esta lista se menciona una gran cantidad de sistemas radiales de transmisión nacional y local e incluso de provincias vecinas.

- Medios televisivos: La mayoría son nacionales, aunque se ha incluido canales locales recientemente. El apagón analógico se estableció para el 31 de diciembre de 2023.hab[7]

## Deporte
La Liga Deportiva Cantonal de El Empalme es el organismo rector del deporte en todo el Cantón El Empalme y por ende en la urbe se ejerce su autoridad de control. El deporte más popular en la ciudad, al igual que en todo el país, es el fútbol, siendo el deporte con mayor convocatoria. El Club Deportivo Corinthians, es el único equipo empalmense activo en el fútbol profesional ecuatoriano, cabe resaltar que, a pesar de que el cantón forma parte de Guayas, dicho club está inscrito en la Asociación de Fútbol Profesional de Los Ríos, y participa en el Campeonato Provincial de Segunda Categoría de Los Ríos. Al ser una localidad pequeña en la época de las fundaciones de los grandes equipos del país, Velasco Ibarra carece de un equipo simbólico de la ciudad, por lo que sus habitantes son aficionados en su mayoría de los clubes guayaquileños: Barcelona Sporting Club y Club Sport Emelec. 
El principal recinto deportivo para la práctica del fútbol es el Estadio de la Liga Deportiva Cantonal de El Empalme. Es usado mayoritariamente para la práctica del fútbol, y allí juega como local el Club Deportivo Corinthians; tiene capacidad para 800 espectadores. El estadio es sede de distintos eventos deportivos a nivel local, así como es escenario para varios eventos de tipo cultural, especialmente conciertos musicales.